# Mateo Chiarino
Mateo Chiarino (Montevideo, 1er octobre 1983) est un acteur, réalisateur et écrivain uruguayen. Il vit actuellement à Buenos Aires.

## Biographie
Il étudie l'art dramatique à l'EMAD et à l'ECU et commence sa carrière dans des théâtres, dont le célèbre Théâtre Solís de Montevideo.

## Filmographie

### En tant que réalisateur
- El tren de las ocho, 2006
- Justo el 17, 2007

### En tant qu'acteur
- Masangeles, 2008
- Cindo (Five), 2010
- La culpa del cordero, 2012
- La máquina que escupe monstruos y la chica de mis sueños, 2012
- Hawaii, 2013
- Tesis sobre un homicidio, 2013